# 1962 en Belgique
Chronologie de la Belgique
- 1958
- 1959
- 1960
- 1961
- 1962
- 1963
- 1964
- 1965
- 1966

Cette page recense des événements qui se sont produits durant l'année 1962 en Belgique.

## Chronologie
- 14 février : un millier d'étudiants flamands manifestent à Louvain pour le transfert de la section francophone de l'UCL[1].
- 15 avril : à Liège, 15 000 personnes participent à la manifestation organisée par le Mouvement populaire wallon[2].
- 1er juillet : indépendance du Ruanda-Urundi[1]
- 18 juillet : le Sénat refuse le transfert des Fourons à la province de Limbourg[3].
- 17 septembre : à Bruxelles, effondrement de l'Institut national de Statistique ; 17 morts et 19 blessés.
- 14 octobre : près de 50 000 personnes participent à la deuxième marche flamande sur Bruxelles[3].
- 31 octobre : la Chambre adopte le « projet Gilson » (lois linguistiques). 43 communes proches de la frontière linguistique changeront de province, y compris Fourons[4].

- 8 novembre : loi « modifiant les limites de provinces, arrondissements et communes ». Fixation de la frontière linguistique[1].

## Culture

### Bande dessinée
- L'Ombre du Z.
- Le Piège diabolique.

### Littérature
- Prix des lettres néerlandaises : Stijn Streuvels.
- Prix Victor-Rossel : Maud Frère, Les Jumeaux millénaires.

## Sciences
- Prix Francqui : Chaïm Perelman (philosophie, ULB).

## Naissances
- 14 décembre : Kathleen Vereecken, auteure belge de livres pour enfants.

## Statistiques
- Population totale au 1er janvier 1962 : 9 189 741 habitants[5].